# Sébastien Chavanel
Sébastien Chavanel (født 21. marts 1981 i Châtellerault) er en fransk tidligere professionel cykelrytter.
Sébastien Chavanel blev i 2003 professionel cykelrytter på holdet Brioches La Boulangère. I sit første år fik han sin første sejr i Tour de l'Avenir. Sprinteren vandt to etaper. I sæsonen 2004 vandt han en etape i Tour de la Région Wallonne og tre etaper i Tour de l'Avenir. Fra 2005 skiftede holdet navn til Bouygues Télécom og deltog i UCI ProTour. Ved GP Internacional Costa Azul 2006 vandt Chavanel en etape foran Robbie McEwen. Sébastien er lillebror til den professionelle cykelrytter Sylvain Chavanel som cykler for Cofidis.